# اسکاتلند غیرکوهستانی

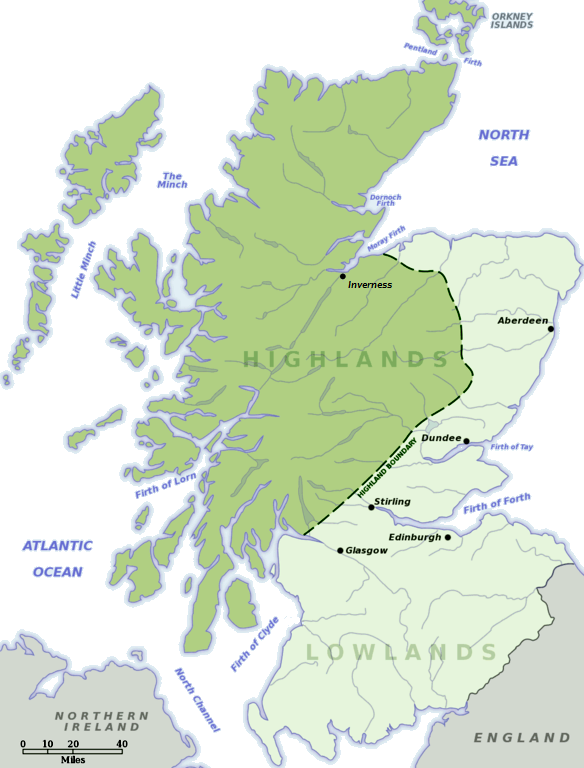
نقشهٔ اسکاتلند کوهستانی به رنگ سبز تیره و اسکاتلند غیرکوهستانی به رنگ سبز روشن

اسکاتلند غیرکوهستانی یا دِ لُوْلَنْدْز (به انگلیسی: The Lowlands)(اسکاتس: the Lallans) منطقه‌ای فرهنگی و تاریخی در اسکاتلند است که در جنوب و شرق این کشور قرار دارد. اسکاتلند غیرکوهستانی در تقسیمات جغرافیایی و کشوری به رسمیت شناخته نشده و مرزهای آن‌ها دقیق و به‌وضوح تعریف شده نیست.